# ميلوتين كوكانياس
ميلوتين كوكانياس (بالصربية: Милутин Кукањац) (مواليد 1935 - 16 يناير 2002) كان ضابطًا عسكريًا يوغوسلافياً. كان كوكانياس برتبة عقيد في الجيش الشعبي اليوغوسلافي في بداية حرب البوسنة والهرسك.

## مساره المهني
كان كوكانياس قائد الحصار على مدينة سراييفو من مارس حتى يوليو 1992.